# Sanket Bhosale
Pour les articles homonymes, voir Bhosale.
Sanket Bhosale,, né le 9 mai 1988, est un imitateur, acteur et présentateur de spectacles indien. Il est connu pour son travail principalement à la télévision en langue hindi. Il est capable d'imiter les voix de nombreux acteurs de Bollywood et d'Hollywood. Il est particulièrement connu pour son imitation de Salman Khan et Sanjay Dutt.

## Télévision
En 2012 Il est finaliste de l'émission Laugh India Laugh (en)
Il a également participé aux émissions de Mtv beats, The Kapil Sharma Show, Super Night with Tubelight, The Drama Company et Gangs of Filmistaan.

## Radio
Il a travaillé à la radio 92.7 Big FM, en 2013 [réf. nécessaire].

## Vie privée
Il s'est marié avec la chanteuse et comédienne, Sugandha Mishra, le 26 avril 2021 pendant le confinement,.

## Imitateur
Sanket Bhosale peut imiter plusieurs célébrités: Sanjay Dutt, Salman Khan, Ranbir Kapoor, Raul Vinci, Kailash Kher, Farhan Akhtar et bien d'autres.